# 黑城子
黑城子，位于中国甘肃省靖远县，为一个省级文物保护单位，类型为古遗址。
黑城子的历史年代为唐至宋。